# ثنائي فلوريد الكبريت
ثنائي فلوريد الكبريت هو مركب كيميائي لاعضوي من الفلوريدات صيغته SF2، ويوجد في الشروط القياسية على شكل غاز عديم اللون؛ وهو من المركبات غير المستقرة.

## التحضير
يحضر المركب من حدوث تفاعل تبادل هالوجيني بين ثنائي كلوريد الكبريت مع فلوريد البوتاسيوم عند الدرجة 170 °س، أو مع فلوريد الزئبق الثنائي عند الدرجة 150 °س:
{\displaystyle \mathrm {SCl_{2}+2\ KF\longrightarrow SF_{2}+2KCl} }
{\displaystyle \mathrm {SCl_{2}+HgF_{2}\longrightarrow SF_{2}+HgCl_{2}} }

## الخواص
يوجد المركب في الشروط القياسية على شكل غاز عديم اللون، وهو مركب غير مستقر، إذ سرعان ما يميل إلى تشكيل جزيئات ثنائية الكبريت مثل FSSF3؛ حيث يعد هذا المتصاوغ غير المتناظر من S2F4 ناجماً عن غرس وحدة SF2 في الرابطة S−F لجزيء ثانٍ من SF2.
تبلغ زاوية الرابطة F−S−F مقدار 98°؛ أما طول الرابطة S−F فتبلغ 159 بيكومتر.